# Чемпіонат Швеції з хокею 1938
 Чемпіонат Швеції з хокею: 1938 — 17-й сезон турніру з хокею з шайбою, який проводився за кубковою системою. 
Переможцем змагань став клуб АІК Стокгольм.

## Турнір

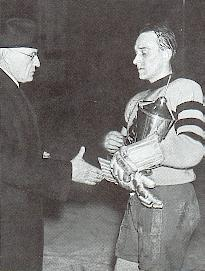
Капітан АІКа Аксель Нільссон отримує Кубок Ле Мата у 1938 році

### Чвертьфінал
- Седертельє ІФ - ІК «Гермес» (Стокгольм) 2:0
- АІК Стокгольм - ІФК Марієфред 7:1
- ІК «Йота» (Стокгольм) - Седертельє СК 2:0
- «Гаммарбю» ІФ (Стокгольм) - «Карлбергс» БК (Стокгольм) 1:0

### Півфінал
- Седертельє ІФ - АІК Стокгольм 0:4
- ІК «Йота» (Стокгольм) - «Гаммарбю» ІФ (Стокгольм) 1:2

### Фінал
- АІК Стокгольм - «Гаммарбю» ІФ (Стокгольм) 2:0